# Eugenia neoverrucosa
Eugenia neoverrucosa är en myrtenväxtart som beskrevs av Marcos Sobral. Eugenia neoverrucosa ingår i släktet Eugenia och familjen myrtenväxter. Inga underarter finns listade i Catalogue of Life.